# Schleswig-Holstein-Frage

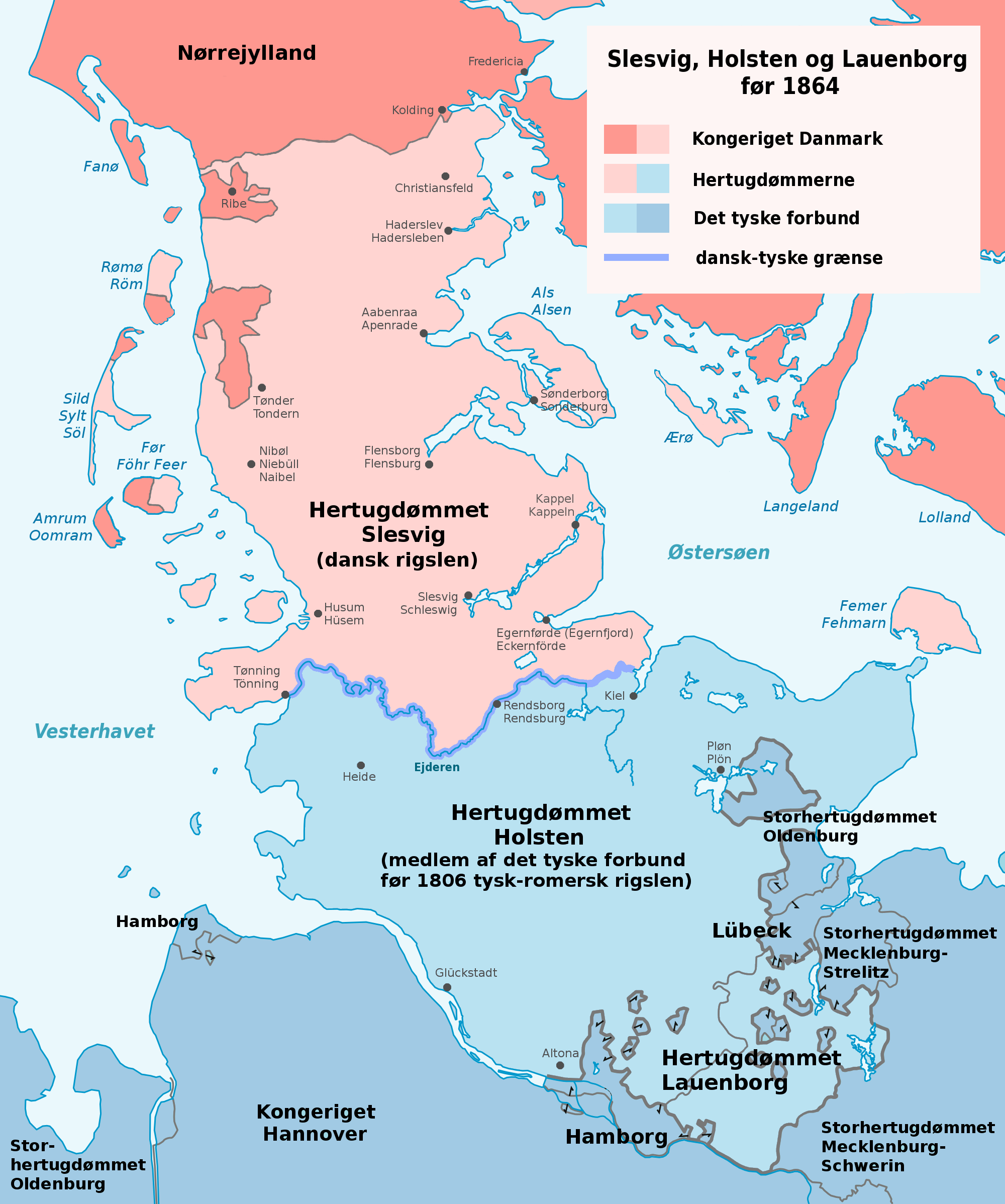
Die Herzogtümer vor dem Deutsch-Dänischen Krieg

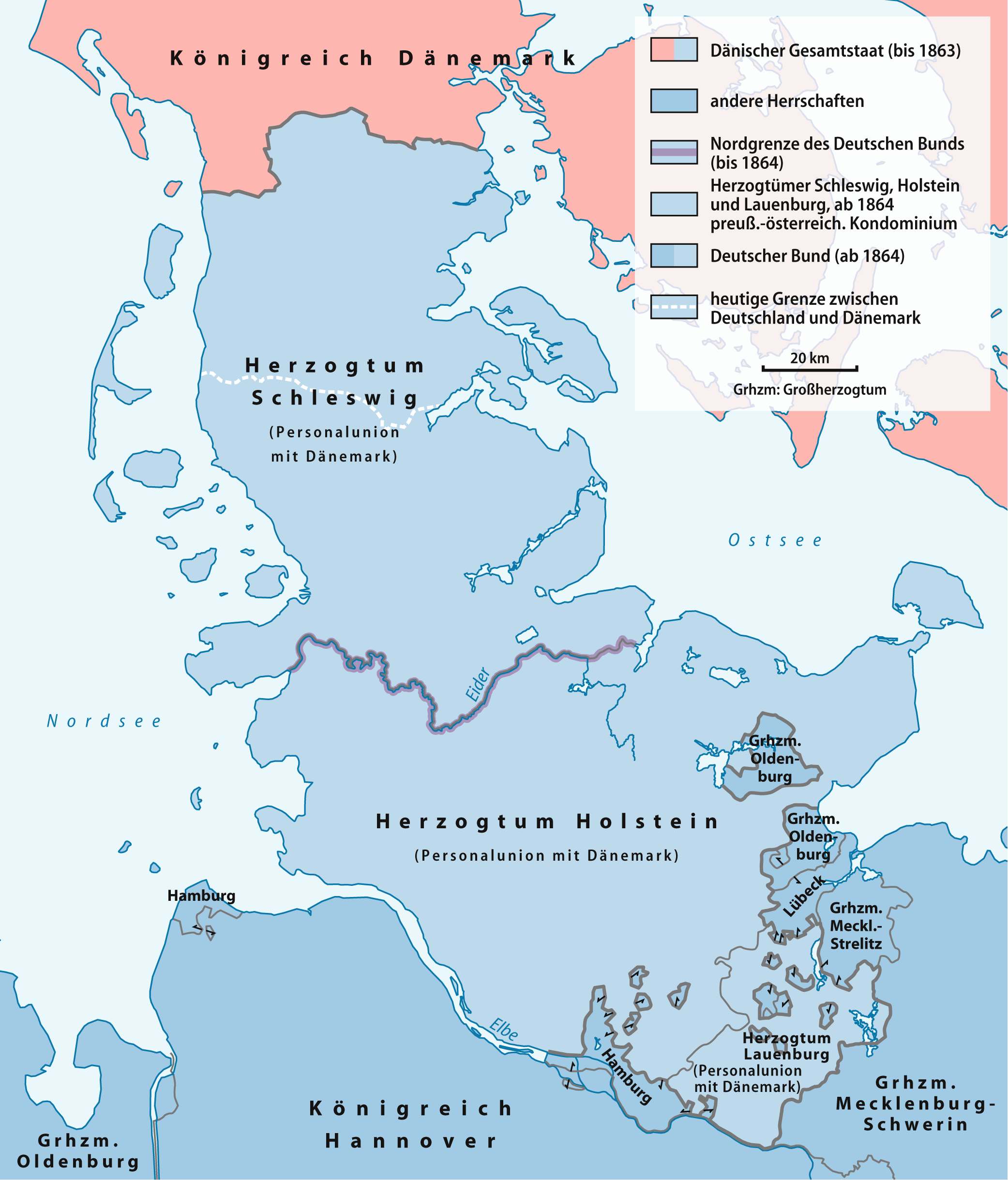
Karte der Gebietsveränderungen (ohne die königlichen Enklaven)

Die Schleswig-Holstein-Frage betraf die nationale Zugehörigkeit des Herzogtums Schleswig im 19. Jahrhundert. Ihretwegen kam es 1848 mit der Schleswig-Holsteinischen Erhebung zum Krieg (dänisch: Treårskrigen). 1864 folgte mit dem Deutsch-Dänischen Krieg der erste deutsche Einigungskrieg.

## Bedeutung
In der Auseinandersetzung ging es nicht um das Herzogtum Holstein, das als römisch-deutsches Lehen bereits seit dem Mittelalter und bis 1806 zum Heiligen Römischen Reich und anschließend zwischen 1815 und 1866 zum Deutschen Bund gehört hatte, sondern um das Herzogtum Schleswig. Schleswig war ein dänisches Lehen, aber national und sprachlich gespalten. Die deutschen Schleswig-Holsteiner beriefen sich in ihrer Argumentation auf den Vertrag von Ripen und die Verbindung Schleswigs mit Holstein, während sich die dänischen Nationalliberalen auf die Verbindung Schleswigs mit Dänemark und auf die Eidergrenze beriefen.
Im Zuge der europäischen Deutschen Revolution 1848/1849 bildeten deutsche Nationalliberale 1848 in Kiel eine Provisorische Regierung (Schleswig-Holstein). Zeitgleich wurde in Kopenhagen eine aus dänischen Nationalliberalen (Eiderdänen) und konservativen Befürwortern des Dänischen Gesamtstaates bestehende bürgerliche dänische Regierung gebildet. Die deutschgesinnten Schleswig-Holsteiner erhoben sich vor allem gegen die Absicht der dänischen Nationalliberalen, Schleswig verfassungsrechtlich an das dänische Königreich anzuschließen. Die provisorische Regierung forderte stattdessen, Schleswig in den Deutschen Bund aufzunehmen, während die dänischen Nationalliberalen eine Aufnahme Schleswigs in den Deutschen Bund verhindern wollten. Die provisorische Regierung der Herzogtümer bat schließlich den Bundestag in Frankfurt um militärische Unterstützung. Der Konflikt wurde zu einer Prestigefrage für die Nationalversammlung. Schließlich kämpften Bundestruppen unter preußischem Kommando gegen die dänischen Truppen, bis am 26. August 1848 unter dem Druck von England und Russland der Waffenstillstandsvertrag von Malmö zwischen den Kriegsgegnern Dänemark und Preußen geschlossen wurde. Preußen musste den nationalen Gedanken zugunsten seiner Interessen als europäische Macht verwerfen. Nun kam es im Verlauf der Auseinandersetzungen um Schleswig zu einer Konfrontation mit den realen Machtverhältnissen; radikale und gemäßigte Abgeordnete der Paulskirche entschieden unterschiedlich. Am 5. September 1848 lehnte die Nationalversammlung mit 238 gegen 221 Stimmen den Waffenstillstand ab, ratifizierte ihn aber am 16. September. Dies führte zu einem Aufstand radikaler Demokraten in Frankfurt, den sogenannten Septemberunruhen, die unter Einsatz preußischer Truppen im Auftrag des Deutschen Bundes niedergeschlagen wurden. In der Folge kam es zum Bruch des bürgerlich-liberalen und radikaldemokratischen Lagers in der Nationalversammlung; der damit einhergehende Vertrauensverlust in das Parlament war für das spätere Scheitern der Revolution von erheblicher Bedeutung. Am 2. Juli 1850 schließlich wurde trotz der inneren Spannungen der Frieden von Berlin zwischen dem Deutschen Bund und Dänemark geschlossen und acht Tage später unterzeichnet.
Eine Antwort auf die Schleswig-Holstein-Frage konnte jedoch noch nicht gefunden werden. Erst nach dem Deutsch-Dänischen Krieg wurden die Herzogtümer 1867 preußisch. Die Auseinandersetzungen wurden mit der Volksabstimmung in Schleswig 1920 abgeschlossen, als Nordschleswig  dänisch wurde, während Südschleswig weiterhin zu Deutschland gehört.